# Antoniu Buci
Antoniu Victor Buci (ur. 21 stycznia 1990) – rumuński sztangista, dwukrotny wicemistrz Europy.
Największymi jego sukcesami są srebrne medale mistrzostw Europy w 2010 i 2011 roku. Startował w igrzyskach olimpijskich w Pekinie, zajmując 4. miejsce.